# Wargoszewo
Wargoszewo – mała osada w Polsce położona w województwie pomorskim, w powiecie bytowskim, w gminie Trzebielino.
Wieś jest częścią składową sołectwa Cetyń.
W latach 1975–1998 miejscowość administracyjnie należała do województwa słupskiego.